# Marchamp
Marchamp je francouzská obec v departementu Ain v regionu Auvergne-Rhône-Alpes. Žije zde 135 obyvatel.

## Poloha obce
Obec leží na jihovýchodě departementu Ain.

### Sousední obce
| Růžice kompasu | Seillonnaz | Lompnas  |          | Růžice kompasu |
| Růžice kompasu | Briord     | Sever    | Innimond | Růžice kompasu |
| Růžice kompasu | Briord     | Marchamp | Innimond | Růžice kompasu |
| Růžice kompasu | Briord     | Jih      | Innimond | Růžice kompasu |
| Růžice kompasu | Lhuis      |          | Ambléon  | Růžice kompasu |

## Vývoj počtu obyvatel
Počet obyvatel